# Gynoplistia (Gynoplistia) spinicalcar
Gynoplistia (Gynoplistia) spinicalcar is een tweevleugelige uit de familie steltmuggen (Limoniidae). De soort komt voor in het Australaziatisch gebied.